# St.-Ludgercollege
Het Ludger College is een middelbare school in Doetinchem in de Gelderse Achterhoek. Er wordt onderwijs gegeven op de niveaus vwo en havo, eerder ook het vmbo.
De leerlingen waren verdeeld over twee gebouwen, het hoofdgebouw aan de Vondelstraat en het Willibrordgebouw aan de Holterweg (iets meer dan een kilometer verderop) waar de 1e en de 2e klas van de school waren ondergebracht. 
Het Ludger College biedt aanvullende programma’s, diensten en services aan zoals: International business college (IBC), TOM: traject op maat, Anglia en track in leren. Ook is het Ludger een school met begaafdheidsprofiel.
Voor betrokkenheid van leerlingen die het Ludger wil stimuleren kunnen leerlingen deelnemen aan het leerlingenpanel, de GSA, verschillende (ontwikkel)groepen en de medezeggenschapsraad verder stimuleert het Ludger haar leerlingen deel te nemen aan hun maatschappelijke stage waarbij ze minimaal 30 uur vrijwilligerswerk doen.

## Geschiedenis
Tot in de jaren 90 van de vorige eeuw werd er aan het St.-Ludgercollege alleen onderwijs gegevens op de niveaus havo en vwo. In de jaren 90 vond de fusie plaats met de voormalige St.-Willibrordmavo. De gefuseerde onderwijsinstelling ging verder onder de naam St.-Ludgercollege. De naam Willibrord komt nog terug in de naamgeving van het gebouw waar nu de 1e en 2e klas waren ondergebracht. De St.-Willibrordmavo was destijds de grootste zelfstandige mavo van Nederland. Sinds enkele jaren is de naam van de school Ludger College.
Aan het begin van de jaren 90 is tevens het semi-permanente gebouw De Uitwijk gesloopt. Dit gebouw stond destijds tegenover het hoofdgebouw van het St.-Ludgercollege aan de andere zijde van de Vondelstraat. In plaats hier van is er nieuwbouw verrezen achter het hoofdgebouw. Naast die nieuwe vleugel was er tevens een gebouw geplaatst met zes lokalen. De naam hiervoor is de Aanleg, maar in de mond van de leerlingen wordt dit gebouw de Black Box genoemd. 170 is ook een naam die gebruikt wordt voor de aanleg, verwijzend naar de roostercode voor deze lokalen. 
In 2019 werd besloten dat het hoofdgebouw niet meer gebruikt zal worden voor de nieuwe scholen en het zal in 2025 zijn functie als gebouw voor voortgezet onderwijs verliezen.
Vanaf de oprichting in 1950 tot in de jaren 70 werd de school geleid door rector Frans van der Eerden. Hij werd opgevolgd door Benno Elsen, die weer werd opgevolgd door Gerard Bomers. Na Gerard Bomers werd Martin Hulsen rector, die in 2015 werd opgevolgd door Louise Beernink. Op 1 maart heeft zij afscheid genomen. 

## Willibrordgebouw
In 2011 werd het Willibrordgebouw verbouwd om plaats te geven aan alle leerlingen uit leerjaar 1 en 2. Het gebouw is daarmee groter geworden omdat het voormalig ZoZijn gebouw, door middel van een grote nieuwe aula, erbij is gekomen. Op dit gebouw is ook de stichting AchterhoekVO waartoe het Ludger College behoort gevestigd. 
In het schooljaar 2020-2021 is het Willibrordgebouw in gebruik worden genomen als onderbouwlocatie voor het Panora Lyceum. In dat schooljaar zullen alle leerlingen van het Ludger in het hoofdgebouw aan de Vondelstraat ondergebracht worden.

## Fusie en nieuwe scholen
In 2006 fuseerden het St.-Ludgercollege en het Metzo College met elkaar. Bij deze fusie werd besloten om het persoonlijke karakter van beide scholen te handhaven. Hierdoor weten maar weinig mensen in de omgeving dat zij te maken hebben met eenzelfde school. Officieel is het Metzo college de VMBO locatie van het St.-Ludgercollege. Zij vallen onder hetzelfde zogenaamde BRIN nummer.
In 2018 werd bekend dat er twee nieuwe scholen kwamen ter vervanging van het Ludger College, het Rietveld lyceum en het Ulenhofcollege. Deze nieuwe scholen zijn het Houtkamp College en het Panora Lyceum. Juridisch gezien gaat het Ludger samen met het Ulenhofcollege over in het Houtkamp college dat door Louise Beernink geleid zal worden.

## Bekendeleerlingen
- Pascal Kamperman, radio- en televisiepresentator, verslaggever en sportcommentator
- Janouk Kelderman, zangeres en presentatrice
- Adelheid Roosen, theatermaakster, actrice, dramadocente en schrijfster
- Thijmen Kupers, atleet, actief in de atletiek.
- Tim Bakens, voetballer